# Fórmula 3 Euro Series
O Fórmula 3 Euro Series, foi um campeonato de Fórmula 3 disputado na Europa organizado pela FIA. Foi lançado em 2003 com a fusão do Campeonato Francês de Fórmula 3 e o Campeonato Alemão de Fórmula 3. Em 2012, a FIA anunciou que a série iria ser descontinuada e incorporada no Campeonato FIA de Fórmula 3 Europeia em 2013.

## História
O campeonato começou em 1966 como um evento de apenas uma corrida para as equipas nacionais, designada de Fórmula 3 European Nations Cup. Em 1975, com a introdução de um novo regulamento para carros com 2000 cc, a série foi expandida dando origem a um campeonato próprio que se realizou até 1984. A partir desse ano retomou-se o formato de apenas uma corrida, sendo designada de Taça Europeia de Fórmula 3 FIA (que se realizou até 2002).
Em 1987, o EFDA começou um novo campeonato pan-europeia, com o nome Formula 3 Euro Series, tendo se realizado uma única temporada. 
Em 2003 surgiu um novo campeonato europeu reutilizando o nome de Fórmula 3 Euro Series, resultante da fusão dos campeonatos alemão e francês de Fórmula 3. 
Após a realização do "FIA Formula 3 International Trophy" (um campeonato realizado em 2011 que juntou os Masters de Fórmula 3, os GP de Macau, Coreia do Sul e de Pau em F3, a ronda de Spa-Francorchamps do Campeonato Britânico de Fórmula 3 e uma prova em Hockenheimring da F3 Euro Series) a FIA reactivou o "Campeonato Europeu de Fórmula 3". A temporada consistia em dez eventos (sete da F3 Euro Series rodadas, dois do Campeonato Britânico de Fórmula 3 e uma prova de suporte do DTM em Brands Hatch.
A partir de 2013, o campeonato passou a ter um calendário próprio baseando-se na extinta Fórmula 3 Euro Series.
Revelou vários pilotos, que depois foram para a GP2 Series, a Deutsche Tourenwagen Masters e/ou a Fórmula 1. Entre eles estão Lewis Hamilton, campeão em 2005, Robert Kubica, sétimo em 2004, Kazuki Nakajima, sétimo em 2006, Nico Rosberg, quarto em 2004, Adrian Sutil e Sebastian Vettel, vice-campeões em 2005 e 2006, respectivamente.

## Sistema de Pontos

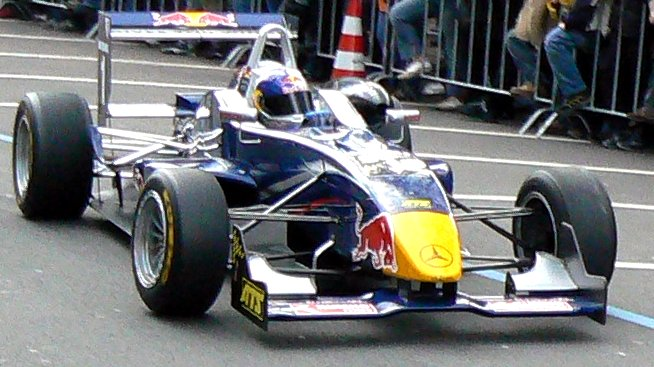
Sebastian Vettel conduzindo um Dallara na temporada 2006 da Fórmula 3 Euro Series

| F3 Euro Series points system (2006–2010) | F3 Euro Series points system (2006–2010) | F3 Euro Series points system (2006–2010) | F3 Euro Series points system (2006–2010) | F3 Euro Series points system (2006–2010) | F3 Euro Series points system (2006–2010) | F3 Euro Series points system (2006–2010) | F3 Euro Series points system (2006–2010) | F3 Euro Series points system (2006–2010) |
|                                          | 1º                                       | 2º                                       | 3º                                       | 4º                                       | 5º                                       | 6º                                       | 7º                                       | 8º                                       |
| ---------------------------------------- | ---------------------------------------- | ---------------------------------------- | ---------------------------------------- | ---------------------------------------- | ---------------------------------------- | ---------------------------------------- | ---------------------------------------- | ---------------------------------------- |
| Corrida 1                                | 10                                       | 8                                        | 6                                        | 5                                        | 4                                        | 3                                        | 2                                        | 1                                        |
| Corrida 2                                | 6                                        | 5                                        | 4                                        | 3                                        | 2                                        | 1                                        |                                          |                                          |

## Campeões
| Ano  | Campeão                             | Vice-campeão       | 3º classificado    | Equipa Campeã   |
| ---- | ----------------------------------- | ------------------ | ------------------ | --------------- |
| 2003 | Ryan Briscoe (Prema Powerteam)      | Christian Klien    | Olivier Pla        | não atribuído   |
| 2004 | Jamie Green (ASM Formule 3)         | Alexandre Prémat   | Nicolas Lapierre   | não atribuído   |
| 2005 | Lewis Hamilton (ASM Formule 3)      | Adrian Sutil       | Lucas di Grassi    | ASM Formule 3   |
| 2006 | Paul di Resta (ASM Formule 3)       | Sebastian Vettel   | Kohei Hirate       | ASM Formule 3   |
| 2007 | Romain Grosjean (ASM Formule 3)     | Sébastien Buemi    | Nico Hülkenberg    | ASM Formule 3   |
| 2008 | Nico Hülkenberg (ART Grand Prix)    | Edoardo Mortara    | Jules Bianchi      | ART Grand Prix  |
| 2009 | Jules Bianchi (ART Grand Prix)      | Christian Vietoris | Valtteri Bottas    | ART Grand Prix  |
| 2010 | Edoardo Mortara (Signature)         | Marco Wittmann     | Valtteri Bottas    | Signature       |
| 2011 | Roberto Merhi (Prema Powerteam)     | Marco Wittmann     | Daniel Juncadella  | Prema Powerteam |
| 2012 | Daniel Juncadella (Prema Powerteam) | Pascal Wehrlein    | Raffaele Marciello | Prema Powerteam |